# Phyllophaga bucephala
Phyllophaga bucephala är en skalbaggsart som beskrevs av Bates 1888. Phyllophaga bucephala ingår i släktet Phyllophaga och familjen Melolonthidae. Inga underarter finns listade i Catalogue of Life.